# Auguste Marie Francois Beernaert
Auguste Marie François Beernaert, belgijski pravnik, državnik, sodnik, nobelovec, * 26. julij 1829, † 6. oktober 1912, Luzern, Švica.
Leta 1909 je skupaj s Paulom d'Estournelles de Constantom prejel Nobelovo nagrado za mir.
Rodil se je v Ostendu leta 1829. Pri sedemnajstih letih se je vpisal na pravno fakulteto Katoliško univerzo v Leuvenu. Po petih letih je končal z najvišjimi ocenami.
Bil je izvoljen v državni zbor leta 1873 in kmalu postal vladni minister Julesa Maloua in tako se proslavil kot prenovitelj železnice, cest in rečne infrastrukture. Bil je štirinajsti predsednik belgijske vlade od oktobra 1884 do marca 1894, kasneje pa je predstavljal Belgijo kot delegat na Haških konvencijah leta 1899 in 1907.
Paul d'Estournelles de Constant in Beernaert sta bila nagrajena z Nobelovo nagrado za mir za leto 1909, ker sta pomembno prispevala pri ustanovitvi in delu Stalnega arbitražnega razsodišča v Haagu. Bil je predsednik senata razsodišča, ki je odločalo usodi Sarvarkarja (kasnejšega organizatorja atentata na Gandhija in znanega terorista) v letu 1911. Umrl je leto kasneje.